# Western Australia cricket team
Il Western Australia Wales cricket team è una delle 6 squadre di cricket che si contendono annualmente il prestigioso torneo di First Class cricket Sheffield Shield. In tale competizione ha debuttato nella stagione 1947–48 e da allora si è imposta in 15 occasioni. Nel Campionato nazionale Limited Overs è la squadra di maggior successo della storia avendo vinto il torneo 12 volte.

## Palmares
- Sheffield Shield/Pura Cup: 15
- Campionato nazionale Limited Overs: 12
- Big Bash League: 2